# Florentino Pérez
Florentino Pérez Rodríguez (Madrid, 8 de março de 1947) é um engenheiro civil, ex-político e dirigente espanhol. É o atual presidente do Real Madrid e atual presidente do grupo ACS.

## Real Madrid

### Primeiro mandato
Sua segunda tentativa foi mais bem sucedida quando ele tomou posse como presidente do Real Madrid em 2000, derrotando o então presidente Lorenzo Sanz. Sanz presumiu que tendo conquistado a Copa da UEFA em 1998 e 2000 iria dar-lhe crédito suficiente para ganhar as eleições, mas a campanha de Pérez, focando os problemas financeiros do clube e por alegações de má gestão do anterior, prova em contrário. Pérez cumpriu a promessa de trazer Luís Figo do arquirrival Barcelona e também desempenhou um papel decisivo nas eleições seguintes, sendo reeleito em 2004 com 94,2% do total dos votos.
Luís Figo também marcou o início da política de Pérez para trazer um dos melhores jogadores de futebol do mundo para o Real Madrid a cada temporada. A estratégia foi inicialmente conhecida como Zidanes y Pavones, mas os jogadores foram logo popularmente referidos como Galácticos. Em 2001, Zinédine Zidane, da Juventus, chegou ao clube com um valor de transferência recorde. Ele foi seguido por Ronaldo em 2002, David Beckham em 2003, Michael Owen em 2004, além de Robinho em 2005. Inicialmente, a política de Perez trabalhou com grande êxito, porque cada Galáctico construído em torno de seus jogadores do esquadrão, e teve mais um bom equilíbrio equipe de ataque e defesa. Em seus primeiros anos de mandato, o Real Madrid venceu dois Campeonatos Espanhóis e ganhou seu nono Campeonato Europeu.
Pérez firmou sucesso no clube em compensação da dívida, no entanto esta foi desmentida pelo diretor Ramón Calderón.
Após a temporada 2002–03, Pérez decidiu não renovar o contrato do Vicente del Bosque. Del Bosque foi capaz de equilibrar os diversos egos dos jogadores na equipe. Amplamente se acreditava que havia uma política dividida, com Del Bosque e de seus jogadores (Fernando Hierro, Fernando Morientes, Steve McManaman e Claude Makélélé) de um lado, e Pérez, por outro. Todos os jogadores do referido técnico deixaram o clube em 2003, e Pérez entra com licitação para recuperar o controle.
Em particular, Claude Makélélé, um dos melhores volantes e um componente chave do sucesso para o Real, decidiu pedir um melhor contrato com o apoio dos colegas de equipe Zidane, Raúl, McManaman e Fernando Morientes. Até este momento, Makélélé foi também um dos jogadores mais bem pagos do Real Madrid, ganhando uma fração do que foi pago ao Galácticos. Pérez tinha pleno conhecimento disso mas recusou-se a considerar o pedido da Makélélé. Chateado, Makélélé fez um pedido de transferência, sendo ele prontamente enviado ao Chelsea. Pérez de maneira infame desprezou o futebol de Makélélé, dizendo: "Não vamos perder com a saída de Makélélé. Ele tem pouca técnica, não tem velocidade e habilidade para passar pelos adversários, além de noventa por cento dos seus passes serem para trás ou para lateral".
Após Makélélé ser vendido, Pérez assinou uma série de atacantes de alto perfil, incluindo Michael Owen, Júlio Baptista e Robinho, em conformidade com sua política para os Galácticos. Infelizmente, todos os Galácticos eram jogadores ofensivos, os jogadores com funções defensivas eram geralmente limitados, e Pérez não conseguiu substituir adequadamente Makélélé no meio-campo. As negociações para trazer o volante Patrick Vieira, do Arsenal, em 2004, falharam devido à recusa de Pérez para pagar altos salários para "jogadores defensivos".
Vários anos depois de sair Real, McManaman e Morientes afirmaram que Makélélé foi o mais importante e menos apreciado meio-campista do clube, dizendo que "A perda de Makélélé foi o começo do fim para os Galácticos... Você pode ver que foi também o início de um novo amanhecer para o Chelsea." Desde a temporada 2003–04 em diante, com a ausência de Del Bosque e Makélélé, o Real Madrid não conseguiu ganhar um troféu.
Apesar da política de Pérez resultar no aumento do sucesso financeiro baseado na exploração do grande potencial de mercado do clube em todo o mundo, especialmente na Ásia, ela foi criticada por ser muito focada no marketing da marca Real Madrid e não o suficiente no futebol.
Ele foi demitido no dia 27 de fevereiro de 2006, reconhecendo que a equipe e o clube como um todo precisava de uma nova direção.

### Segundo mandato
Em 14 de maio de 2009, Pérez anunciou a sua candidatura para presidente do Real Madrid, em uma conferência de imprensa no Hotel Ritz Madrid. Em 1 de junho, dado que ele era o único candidato capaz de fornecer as garantias necessárias para concorrer à presidência, Pérez foi anunciado como novo presidente do Real Madrid. Após ter sido eleito, afirmou que montaria um Real Madrid espetacular.
Pérez continuou com a política de Galácticos do seu primeiro mandato. No dia 8 de junho de 2009, ele comprou o brasileiro Kaká, do Milan, pelo recorde mundial de 65 milhões de euros. Em 11 de junho, Pérez anunciou que havia chegado a um acordo por Cristiano Ronaldo e mais uma vez quebraria o recorde mundial, desta vez por 80 milhões de libras (94 milhões de euros).
O novo estádio será envolto por uma cobertura com sistema de Led que vibrará e permitirá que o estádio se comunique com o entorno, e um telão gigante será instalado na fachada leste para mostrar o interior do estádio em momentos especiais. Este projeto sustentável também contará com os últimos avanços tecnológicos e será mais seguro e confortável para os torcedores.
Igualmente, o novo Bernabéu vai construir zonas comerciais, de lazer e restauração, um hotel e parque de estacionamento subterrâneo; as obras são projetadas para permitir que a construção não interfira no calendário esportivo.
O Real Madrid também sagrou-se campeão da Liga numa das épocas mais atípicas da história desta competição, 2019-20. Um ano invulgar, já que a situação de emergência sanitária provocada pelo COVID-19 obrigou a que a UEFA, a RFEF e a La Liga fizessem o decisão de suspender as respectivas competições em meados de março. A competição recomeçou com a melhora do quadro de saúde.
Em 13 de abril de 2021, Florentino Pérez foi reeleito presidente do Real Madrid, depois que nenhum outro candidato à presidência do clube apareceu.
Na temporada 2021-2022, com o retorno de Carlo Ancelotti como treinador, o Real Madrid conseguiu uma dobradinha histórica: proclamando-se campeão da liga e conquistando sua 14ª Copa da Europa, somando um total de 35 campeonatos. Além disso, o Real Madrid alcançou sua quinta Supertaça da UEFA. Ao mesmo tempo, nesse mesmo ano, o Real Madrid Basketball Club venceria a Liga ACB e a Supertaça de Espanha.

## Títulos como presidente do Real Madrid
- Copa Intercontinental: 2002 (1);
- Copa do Mundo de Clubes da FIFA: 2014, 2016, 2017, 2018 e 2022 (5);
- Copa Intercontinental da FIFA: 2024 (1);
- Liga dos Campeões da UEFA: 2001–02, 2013–14, 2015–16, 2016–17, 2017–18, 2021–22 e 2023–24 (7);
- La Liga: 2000–01, 2002–03, 2006–07, 2007–08, 2011–12, 2016–17, 2019–20, 2021–22 e 2023–24 (9);
- Supertaça da UEFA: 2002, 2014, 2016, 2017 e 2024 (5);
- Copa do Rei: 2010–11, 2013–14 e 2022–23 (3);
- Supercopa da Espanha: 2001, 2003, 2012, 2017, 2019–20, 2021–22, 2023–24 (7)

Um total de 38 títulos de relevância do cenário futebolístico europeu e mundial como presidente.

## Títulos de honraria pelo Real Madrid
- Tríplice Coroa Internacional de 2002, 2014, 2016, 2017 e 2024;
- 1º Clube Melhor do Mundo 2000, 2002, 2014 e 2017;

## Contratações
| Jogador             | Vindo do            | Valor da transferência (milhões de euros) | Valor da transferência (milhões de libras) | Ano  |
| ------------------- | ------------------- | ----------------------------------------- | ------------------------------------------ | ---- |
| Eden Hazard         | Chelsea             | 115,0                                     | 146,1                                      | 2019 |
| Gareth Bale         | Tottenham           | 101,0                                     | 87,0                                       | 2013 |
| Cristiano Ronaldo   | Manchester United   | 94,0                                      | 86,3                                       | 2009 |
| Aurélien Tchouaméni | Monaco              | 80,0                                      | –                                          | 2022 |
| James Rodríguez     | Monaco              | 79,5                                      | 80,3                                       | 2014 |
| Zinédine Zidane     | Juventus            | 76,0                                      | 46,0                                       | 2001 |
| Luka Jović          | Eintracht Frankfurt | 60,0                                      | –                                          | 2019 |
| Kaká                | Milan               | 65,8                                      | 56,8                                       | 2009 |
| Luís Figo           | Barcelona           | 58,5                                      | 37,0                                       | 2000 |
| Vinícius Júnior     | Flamengo            | 45,0                                      | –                                          | 2018 |
| Rodrygo             | Santos              | 45,0                                      | –                                          | 2019 |
| Ronaldo             | Internazionale      | 43,0                                      | 28,5                                       | 2002 |
| Asier Illarramendi  | Real Sociedad       | 38,9                                      | 32,7                                       | 2013 |
| Xabi Alonso         | Liverpool           | 35,3                                      | 30,0                                       | 2009 |
| David Beckham       | Manchester United   | 35,1                                      | 24,5                                       | 2003 |
| Karim Benzema       | Lyon                | 35,0                                      | 29,8                                       | 2009 |
| Luka Modrić         | Tottenham           | 34,1                                      | 27,0                                       | 2012 |
| Danilo              | Porto               | 31,5                                      | 22,2                                       | 2015 |
| Fábio Coentrão      | Benfica             | 30,0                                      | 25,7                                       | 2011 |
| Sergio Ramos        | Sevilla             | 27,0                                      | 18,5                                       | 2005 |
| Ángel Di María      | Benfica             | 25,0                                      | 20,6                                       | 2010 |
| Toni Kroos          | Bayern de Munique   | 25,0                                      | 19,7                                       | 2014 |
| Walter Samuel       | Roma                | 25,0                                      | 16,8                                       | 2004 |
| Robinho             | Santos              | 24,0                                      | 16,5                                       | 2005 |
| Júlio Baptista      | Sevilla             | 20,0                                      | 13,8                                       | 2005 |
| Isco                | Málaga              | 20,0                                      | 13,8                                       | 2013 |
| Jonathan Woodgte    | Newcastle United    | 19,8                                      | 13,4                                       | 2004 |
| Raúl Albiol         | Valencia            | 15,0                                      | 12,8                                       | 2009 |
| Mesut Özil          | Werder Bremen       | 15,0                                      | 12,3                                       | 2010 |
| Sami Khedira        | Stuttgart           | 14,0                                      | 11,4                                       | 2010 |
| Claude Makélélé     | Celta de Vigo       | 14,0[carece de fontes?]                   | 9,1                                        | 2000 |
| Michael Owen        | Liverpool           | 11,9                                      | 8,0                                        | 2004 |
| Pedro León          | Getafe              | 10,0                                      | 8,0                                        | 2010 |
| Keylor Navas        | Levante             | 10,0                                      | 7,9                                        | 2014 |
| Ricardo Carvalho    | Chelsea             | 8,1                                       | 6,7                                        | 2010 |
| Daniel Carvajal     | Bayer Leverkusen    | 6,5                                       | 4,8                                        | 2013 |
| Kiko Casilla        | Espanyol            | 6,0                                       | 4,2                                        | 2015 |
| Antonio Cassano     | Roma                | 5,5                                       | 3,8                                        | 2006 |
| Casemiro            | Porto               | 5,3                                       | 3,7                                        | 2013 |
| Sergio Canales      | Racing Santander    | 4,5                                       | 3,8                                        | 2010 |
| Esteban Granero     | Getafe              | 4,0                                       | 3,4                                        | 2009 |
| Martin Ødegaard     | Strømsgodset        | 4,0                                       | 3,0                                        | 2015 |
| Álvaro Arbeloa      | Liverpool           | 4,0                                       | 3,0                                        | 2009 |
| Pablo García        | Osasuna             | 4,0                                       | 2,7                                        | 2005 |
| Thomas Gravesen     | Everton             | 3,6                                       | 2,5                                        | 2005 |
| Kylian Mbappe       | Paris Saint-Germain | –                                         | –                                          | 2024 |

Em negrito, os jogadores que ainda estão no clube.